# Ignácio de Loyola Brandão
Ignácio de Loyola Lopes Brandão (Araraquara, 31 de julho de 1936) é um contista, romancista e jornalista brasileiro, membro da Academia Brasileira de Letras. Possui vasta produção literária, tendo sido traduzido para diversos idiomas. Recebeu, entre outros prêmios, o Jabuti em cinco ocasiões (2000, 2008, 2015, 2017 e 2021) e o Machado de Assis pelo conjunto da obra em 2016.

## Biografia
Filho de um ferroviário, seu primeiro trabalho informal de jornalismo foi uma crítica de cinema no jornal A Folha Ferroviária, em 1952. Sua carreira começou em 1965 com o lançamento de Depois do Sol, livro de contos no qual o autor se mostrava um observador curioso da vida na cidade grande, bem como de seus personagens. Trabalhou como editor da Revista Planeta entre 1972 e 1976.
Dono de um "realismo feroz", segundo Antonio Candido, seu romance Zero foi publicado inicialmente em tradução italiana. Quando saiu no Brasil, em 1975, foi proibido pela censura, e só liberado em 1979. Além do italiano, esse livro foi traduzido para alemão, coreano, espanhol, húngaro e inglês.
Em 2005, se tornou cronista do jornal O Estado de S. Paulo. Em março de 2019 foi eleito para a Academia Brasileira de Letras (ABL).

## Prêmios
Em dezembro de 2010 recebeu a comenda da Ordem do Ipiranga pelo Governo do Estado de São Paulo. Em 2016 foi agraciado pela Academia Brasileira de Letras com o Prêmio Machado de Assis pelo conjunto de sua obra.

### Prêmio Jabuti
Em 2000, O homem que odiava a segunda-feira venceu na categoria Contos e Crônicas. Em 2008, o romance O menino que vendia palavras,  publicado pela editora Objetiva, foi premiado nas categorias Infantil e Livro do Ano de Ficção. Já Os olhos cegos dos cavalos e Se for pra chorar que seja de alegria venceram, respectivamente, nas categorias Juvenil e Contos e Crônicas, em 2015 e 2017. Em 2021 foi eleito personalidade literária do ano.

## Obras

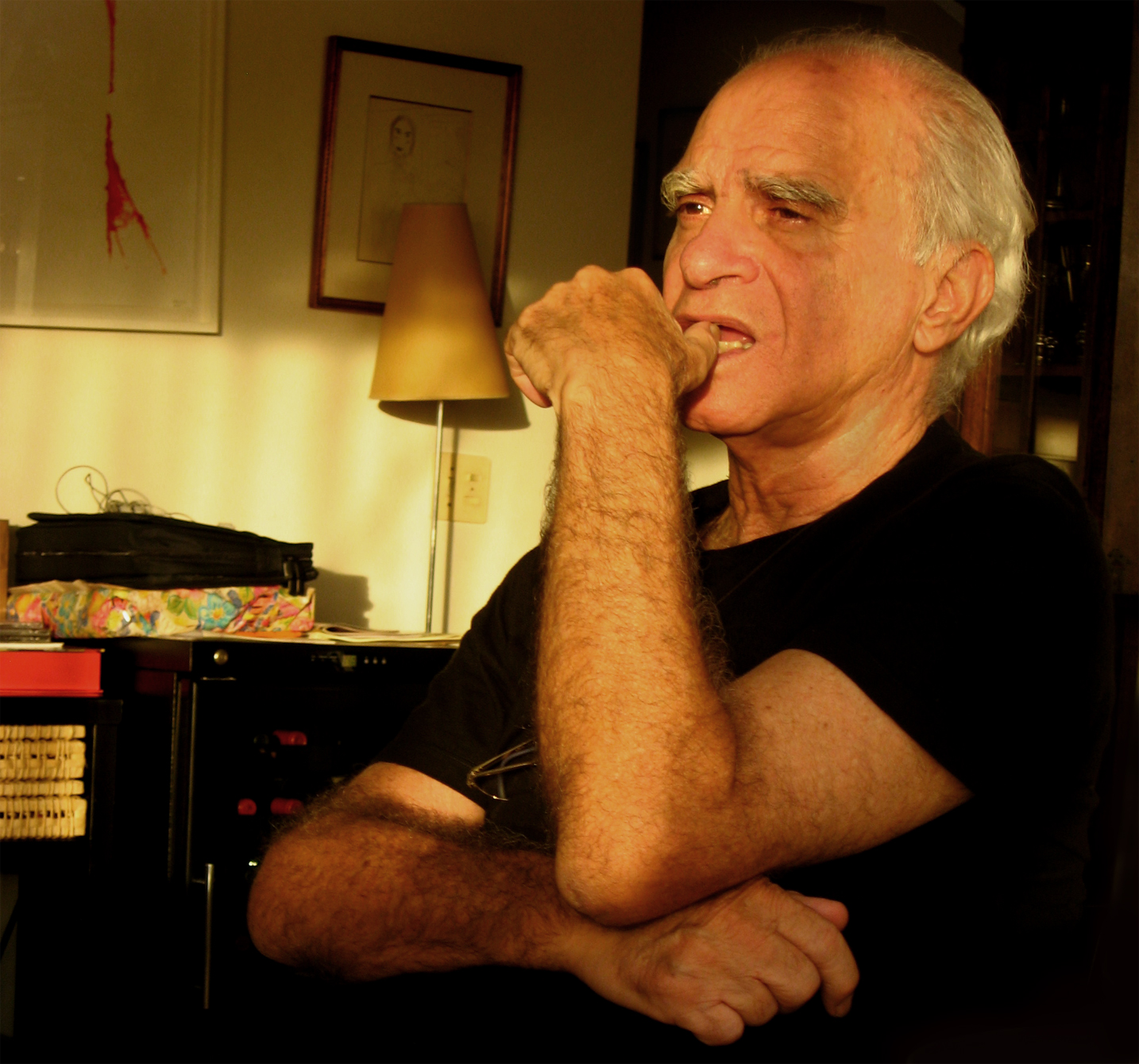
Loyola em 2006

### Esportes
- A Saga de um Campeão (1996 - sobre o São Paulo FC)

### Contos e crônicas:
- Depois do sol (1965);
- Cadeiras proibidas (1976);
- Pega ele, Silêncio (1976);
- Obscenidades para uma dona de casa (1981);
- Cabeças de segunda-feira (1983);
- O homem do furo na mão (1987);
- A rua de nomes no ar (1988);
- Strip-tease de Gilda (1995);
- Sonhando com o demônio (1998);
- O homem que odiava segunda-feira (1999);
- Calcinhas secretas (2003).

### Não ficção:
- Manifesto Verde (1989).

### Romances:
- Bebel Que a Cidade Comeu (1968);
- Zero (1975);
- Dentes ao Sol (1976);
- Não Verás País Nenhum (1981);
- É gol (1982);
- O Beijo Não Vem da Boca (1985);
- O Ganhador (1987);
- O Anjo do Adeus (1995);
- A Altura e a Largura do Nada (2006);
- Desta Terra Nada Vai Sobrar, A Não Ser O Vento Que Sopra Sobre Ela (2018).

### Infanto-juvenis:
- Cães danados (1977) - Reescrito e publicado como O menino que não teve medo do medo (1995);
- O homem que espalhou o deserto (1989);
- O segredo da nuvem (2006);
- O Menino Que Vendia Palavras (2008);
- O Menino que Perguntava (2011);

Os olhos cegos dos cavalos (2015) prosa.

### Viagens:
- Cuba de Fidel: viagem à ilha proibida (1978);
- O verde violentou o muro (1984);
- Acordei em Woodstock: viagem, memórias, perplexidades (2011).

### Biografias:
- Fleming, descobridor da penicilina (1973);
- Edison, o inventor da lâmpada (1973);
- Ignácio de Loyola, fundador da Companhia de Jesus (1974);
- Ruth Cardoso - Fragmentos de uma Vida (2010).

### Relatos autobiográficos:
- Veia bailarina (1997);
- A morena da estação (2010).

### Teatro:
- Zero (1992);
- Tragédias Cariocas para Rir (1996);
- A última viagem de Borges (2005).

### Adaptações
- Bebel, Garota Propaganda, do livro Bebel que a cidade comeu, (1968);
- Anuska, Manequim e Mulher, de um conto de Depois do Sol, (1968);
- Retrato do jovem brigador, curta-metragem incluído no filme Vozes do Medo, (entre 1969 e 1973).[9]

## Prêmios
- Prêmio Especial do I Concurso Nacional de Contos do Paraná por "Pega ele, Silêncio" - 1968.
- Melhor Ficção pelo romance Zero, Fundação Cultural do Distrito Federal - julho de 1976.
- Prêmio Pedro Nava, da União Brasileira de Escritores e Prêmio da Associação Paulista de Críticos de Arte (APCA) na categoria "Melhor Romance", por "O Ganhador" - 1988.
- Prêmio IILA, do Instituto Ítalo-Latino-Americano, pelo romance "Não verás país nenhum", publicado na Itália - 1984.
- Prêmio Jabuti de (melhor ficção) pelo livro O Menino que Vendia Palavras - 2008.
- O Menino que vendia palavras - Prémio Fundação Biblioteca Nacional, como melhor livro infanto-juvenil - 2007.
- Prêmio Machado de Assis da Academia Brasileira de Letras, pelo conjunto da sua obra - 2016.